# Heini Klopfer
Heini Klopfer, właśc. Heinrich Klopfer (ur. 3 kwietnia 1918 w Immenstadt im Allgäu, zm. 18 listopada 1968 w Oberstdorfie) – niemiecki skoczek narciarski reprezentujący RFN oraz architekt.

## Życiorys

### Kariera skoczka narciarskiego
W wieku 17 lat Klopfer wziął udział w niemieckich kwalifikacjach olimpijskich na Zimowe Igrzyska w Garmisch-Partenkirchen w 1936 r., jednak dostał się do reprezentacji kraju. W noworocznym konkursie w Ga-Pa w 1936 r. zajął 2. miejsce, w dwa lata później zajął tę samą pozycję w mistrzostwach Węgier. W 1939 r. wygrał natomiast specjalne zawody w skokach narciarskich w Kitzbühel.
W 1941 r. zajął ósme miejsce na mistrzostwach świata w narciarstwie klasycznym, które odbywały się we Włoszech. W późniejszym czasie, FIS zdecydował się o nieuznaniu wyników tych zawodów ze względu na niewielką liczbę zawodników biorących udział ze względu na toczącą się wówczas II wojnę światową. W latach 40. i 50. XX wieku Klopfer wraz z Tonim Brutscherem oraz Seppem Weilerem zaczęli być określani mianem „Oberstdorf Trio”, bowiem cała trójka zaliczana była do światowej czołówki skoków narciarskich. Nie mieli jednak okazji do występów na arenie międzynarodowej, ponieważ sportowcom z Niemiec zaraz po wojnie, odmawiano prawa do udziału w wielu międzynarodowych zawodach z Zimowymi Igrzyskami Olimpijskimi w 1948 r. na czele. W rezultacie, na przełomie lat 40. i 50. XX wieku, Klopfer wystartował tylko w kilku krajowych konkursach. W 1953 r. wziął udział w inauguracyjnym konkursie 1. Turnieju Czterech Skoczni – na skoczni w Partenkirchen zajął trzynaste miejsce. Start w drugiej edycji pokrzyżowała mu kontuzja, a do trzeciej natomiast się nie zakwalifikował. Wobec tego, w 1955 r. zakończył zawodniczą karierę.

### Kariera jako architekt
Maturę zdał w szkole w Oberstdorfie, następnie ukończył architekturę na uczelni w Darmstadt. Zaprojektował 250 skoczni narciarskich na całym świecie, w tym jedną mamucią w Oberstdorfie, którą później nazwano jego imieniem – Heini-Klopfer-Skiflugschanze. Pierwsze zawody rozegrano na niej w 1950 r. Sepp Weiler, kolega Klopfera ze skoczni, ustanowił wówczas rekord świata w długości lotu narciarskiego – 127 metrów. Już dzień później wynik ten poprawił Dan Netzell po skoku na odległość 135 metrów.
Klopfer zaprojektował m.in. kompleks skoczni Papoose Peak Jumps w Squaw Valley, gdzie odbyły się Zimowe Igrzyska Olimpijskie w 1960 roku oraz kompleks Le Claret w Autrans, gdzie odbył się konkurs skoków w ramach Zimowych Igrzysk Olimpijskich w 1968 roku.
Zmarł na zawał serca w rodzinnym Oberstdorfie 18 listopada 1968.